# Rajd Liège-Rome-Liège 1956
Rajd Liège-Rome-Liège 1956 (15. Liège-Rome-Liège) – 15. edycja rajdu samochodowego Rajd Liège-Rome-Liège rozgrywanego w Belgii. Rozgrywany był od 29 sierpnia do 2 września 1956 roku. Była to dziesiąta runda Rajdowych Mistrzostw Europy w roku 1956.

## Klasyfikacja rajdu
| Miejsce                      | Kierowca                     | Pilot                        | Samochód                           | Czas                         | Strata                       |                              |
| Klasyfikacja generalna i ERC | Klasyfikacja generalna i ERC | Klasyfikacja generalna i ERC | Klasyfikacja generalna i ERC       | Klasyfikacja generalna i ERC | Klasyfikacja generalna i ERC | Klasyfikacja generalna i ERC |
| ---------------------------- | ---------------------------- | ---------------------------- | ---------------------------------- | ---------------------------- | ---------------------------- | ---------------------------- |
| 1.                           | Willy Mairesse               | Willy Genin                  | Mercedes-Benz 300 SL W198 I        |                              | 0.0                          |                              |
| 2.                           | Robert Buchet                | Claude Storez                | Porsche 356 Carrera                |                              |                              |                              |
| 3.                           | Olivier Gendebien            | Pierre Stasse                | Ferrari 250 GT                     |                              |                              |                              |
| 4.                           | René Cotton                  | Jacques Leclere              | Mercedes-Benz 300 SL W198 I        |                              |                              |                              |
| 5.                           | Robert Leidgens              | Freddy Rousselle             | Triumph TR2                        |                              |                              |                              |
| 6.                           | Paul Ernst Strähle           | Hans Wencher                 | Porsche 356 1300 Super             |                              |                              |                              |
| 7.                           | Roger de Lageneste           | Michel Nicol                 | Peugeot 203                        |                              |                              |                              |
| 8.                           | Georges Harris               | Jojo Jaquemin                | Volvo PV 444                       |                              |                              |                              |
| 9.                           | Alain de Changy              | Lucien Bianchi               | Alfa Romeo Giulietta Sprint Veloce |                              |                              |                              |
| 10.                          | Bernard Consten              | Bernard Pichon               | Triumph TR2                        |                              |                              |                              |